# Alice in Borderland (ТВ серија)
 (јап. 今際の国のアリス) јапанска је телевизијска серија која се темељи на истоименој манги Alice in Borderlandкоју је написао Харо Асо. Главне улоге тумаче Кенто Јамазаки и Тао Цучија као савезници заробљени у напуштеном Токију који су приморани да се такмиче у опасним играма са смртним исходом у случају губитка.

## О серији
Серију су написали Јошики Ватанабе, Јасуко Караматсу и Шинсуке Сато, који је био и редитељ серије. Главни глумци су Кенто Јамазаки и Тао Цучија. Премијерно је приказана на Нетфликсу 10. децембра 2020. и добила је позитивне критике због глуме и режије. Прати ликове заробљене у напуштеном Токију приморани да се такмиче у опасним играма чије тежине су представљене картама за играње које представљају "визе" које могу да им продуже боравак.
Ликови су инспирисани ликовима књиге "Алиса у земљи чуда" Луиса Kерола што се истиче и кроз паралеле између ликова из два дела. Име главног jунака Арису је фонетска верзија имена Алисе у јапанском језику.
Снимана је од августа до децембра 2019. године, широм Јапана.
Друга сезона је изашла 22. децембра 2022. године. Обновљена је за трећу сезону 27. септембра 2023. године.

## Радња
Арису Риохеи је незапослени младић који има потешкоће да се повеже са породицом, и проводи време са пријатељима Карубеом Даикичијем и Сегавом Чотом. Једног дана се нађу близу железничке станице у Шибуји, која је одједном постала празна. Случајем околности су се нашли у "пограничном подручју".
Изненада почиње игра, и они схватају да је свет постао другачији. Убрзо схватају да морају играти игре како би преживели. Њихова прва игра је приказана картом "тројка пик". Циљ игре је извлачење богатстава. Свако богатство има оцену „среће“ која диктира њену тежину питања. Свако питање има нумерички цео број одговора, а ако играчи одговоре погрешно, казна ће бити једна пламена стрела испаљена у место догађаја на разлику између тачног и погрешног одговора. Током игре Чота је повређен. Успевају да преживе и повлаче се на безбедно место. Знајући да ће им "виза" ускоро истећи, Арису и Карубе решавају да учествују у још једној игри, како би себи и Чоти обезбедили сигурност преживљавања. У другој игри, "петица пик", упознају мноштво људи међу којима су и Усаги Јузуха и Чишија Шунтаро, који Арисуу касније постају савезници и пријатељи. Арису, Карубе и Чота, заједно са Саори Шибуко, која је са њима учествовала у првој игри, играју "седмицу херц". Откривено је да само једна особа може да преживи. Жртвом својих пријатеља Арису је преживео. Очајни Арису поново среће Усаги, која се удружује са њим.
Заједно траже "Плажу", место које је познато као рај за играче. Приморани су да се придруже "Плажи" и да играју игре за њих, сакупљајући карте које се добију на крају сваке игре. Након неког времена, оснивач "Плаже" је убијен, и то се претвара у још једну игру. Игра је решена и откривено је да почиње друга фаза игара. У другој фази оснивачи игара су чланови "Плаже".

## Улоге и ликови

### Главни глумци и њихове улоге
Кенто Јамазаки као Арису Риохеи, младић који нема добре односе са породицом. Случајем околности заједно са пријатељима доспева у "погранично подручје". Вешт је у решавању загонетки. Специјалност су му "херц" игре.
Тао Тцучија као Усаги Јузуха, планинарка која се као и остали нашла у "пограничном подручју". Захваљујући својим физичким способностима, вешта је у "пик" играма.
Ниџиро Мураками као Чишија Шунтаро, мистериозни играч који сарађује са Куином у крађи карата, верујући да ће успети да се избави из "пограничног подручја". Постаје Арисуов и Усагин савезник.
Аја Асахина као Куина Хикари, Чишијин блиски пријатељ. Помаже му у крађи карата. Откривено је да је трансродна особа.
Ајака Мијоши као Ризуна Ан, извршни члан "Плаже". Постаје веома битан савезник Арисуу и осталим ликовима. Радила је као форензичар.
Дори Сакурада као Нираги Сугуру, опасан члан "Плаже". Иако гаји мржњу према Арисуу и његовим савезницима, придружује им се у "краљ треф" игри.

### Споредни глумци и њихове улоге
Кеита Мачида као Карубе Даикичи, Арисуов и Чотин пријатељ. Пре "пограничног подручја" је радио као бармен.
Јуки Моринага као Сегава Чота, Арисуов и Карубеов пријатељ. Пре "пограничног подручја" је радио као ИТ техничар. Повредио се приликом прве игре, што је успорило његове пријатеље.
Ајаме Мисаки као Шибуки Саори, жена која је са Арисуом и пријатељима учествовала у првој и трећој игри.
Риса Нака као Кано Мира, извршни члан "Плаже". Откривено је да је "краљица срца", последњи непријатељ.
Цујоши Абе као Кеичи Кузурју, извршни члан "Плаже". Откривено је да је "краљ кароа". Пре "пограничног подручја" је био адвокат.

## О играма
Након сваке игре, играчи добијају карту која означава тип и тежину игре. Свака игра одговара различитом броју (који означава ниво тежине игре) и различитој боји која одговара класичној боји карата за играње (треф, срце, каро и пик), што информише играча коју врсту игре ће се играти.

### Типови игара
Карте са ознаком треф представљају тимске игре. Играчи су приморани да сарађују међу собом како би победили. Ове игре захтевају мало стратегије, јер играчи морају заједно да смисле план како би стигли до краја. Места на којима се ове игре одржавају су обично нека од највећих, јер се често одржавају у масивним зградама или негде на отвореном.
Карте са ознаком херц су неке од најтежих, зато што представљају емоционалне и психолошке тестове за играче, и руше поверење које су изградили са другима у прошлим играма. Играчи су приморани да издају своје пријатеље и саиграче како би преживели.
Карте са ознаком каро представљају умне игре. Приоритет у овим играма логика и интелигенција. Играчи који учествују у овим играма морају да користе критичко размишљање, аналитичке вештине и стратегију како би преживели. Ове игре су често у малим просторима и не захтевају много физичког напора да би се завршиле, јер се своде на менталне способности.
Карте са ознаком пик представљау физичке игре и тестирају снагу и издржљивост играча. Игре укључују све врсте физичке активности, укључујући трчање, борбу и пењање. Игре засноване на борби често дозвољавају употребу оружја, што није тако уобичајено у другим типовима игара.

## Продукција

### Снимање
Иако су неке сцене смештене при раскрсници у Шибуји, оне су снимане 100 км од познате раскрснице. Сцена у којој Арису и његови пријатељи трче из препуне улице у јавни тоалет на станици Шибуја, а затим излазе да виде празну Шибују, снимљена је у једном кадру који траје дуже од четири минута. Као резултат тога, тим је морао физички да креира све што се појављује на екрану.

### Музика
Музику је компоновао Јутака Јамада, који је такође радио на разним анимеима. Песма "Good Times" Јана Ерика Нилсона је коришћена више пута у току серије.

## Спољашње везe
- Alice in Borderland на веб-сајту
- Alice in Borderland на веб-сајту  (језик: енглески)